# Matayba macrocarpa
Matayba macrocarpa är en kinesträdsväxtart som beskrevs av R.E. Gereau. Matayba macrocarpa ingår i släktet Matayba och familjen kinesträdsväxter. Inga underarter finns listade i Catalogue of Life.